# Ambrym
Ambrym is een vulkaaneiland in Vanuatu, behorend tot de provincie Malampa. Het is 678 km² groot en het hoogste punt is 1334 m. Er wonen ongeveer 10.000 mensen in ongeveer dertig nederzettingen, voornamelijk langs de kust. Het eiland is zwaar bebost en in het midden wordt het landschap sterk gevormd door lava en as van actieve vulkanen.

## Bevolking
Samen met het eiland Malakula en nog een paar kleine eilanden vormt het eiland de provincie Malampa. Op Ambrym woonden in 2009 7275 inwoners verdeeld in 1595 huishoudens.
Op het eiland worden in de verschillende bewoonde gedeelten zes verschillende varianten gesproken van Austronesische talen. Sommige van deze talen hebben soms nog maar een paar honderd mensen die deze taal gebruiken.

Cultuur Het eiland is beroemd om zijn houtsnijwerk zoals beelden van goden en geesten en tamtams. Deze tamtams worden nog gebruikt bij het ceremoniële dansuitvoeringen, maar ook vaak als sierobject in tuinen.

Toerisme Op Ambrym zijn geen hotels, maar het is mogelijk om te overnachten in speciale bungalows gebouwd in traditionele stijl. Verschillende touroperators in Vanuatu bieden reizen aan met voettochten naar een vulkaan en overnachtingen. Er zijn twee airstrips op het eiland: Craig Cove in het westen en Ulei in het oosten.

## Fauna
Er zijn 91 vogelsoorten waargenomen waaronder endemische soorten voor de archipel zoals de vanuatujufferduif (Ptilinopus tannensis), witbuikhoningeter (Glycifohia notabilis), vanuatubrilvogel (	Zosterops flavifrons) en vogels van de Rode Lijst van de IUCN zoals vanuatuboshoen	(Megapodius layardi), Bakers muskaatduif (Ducula bakeri) en de vanuatu-purperspreeuw (Aplonis zelandica). Er komt slechts één wild zoogdier voor de vleerhond Pteropus anetianus.

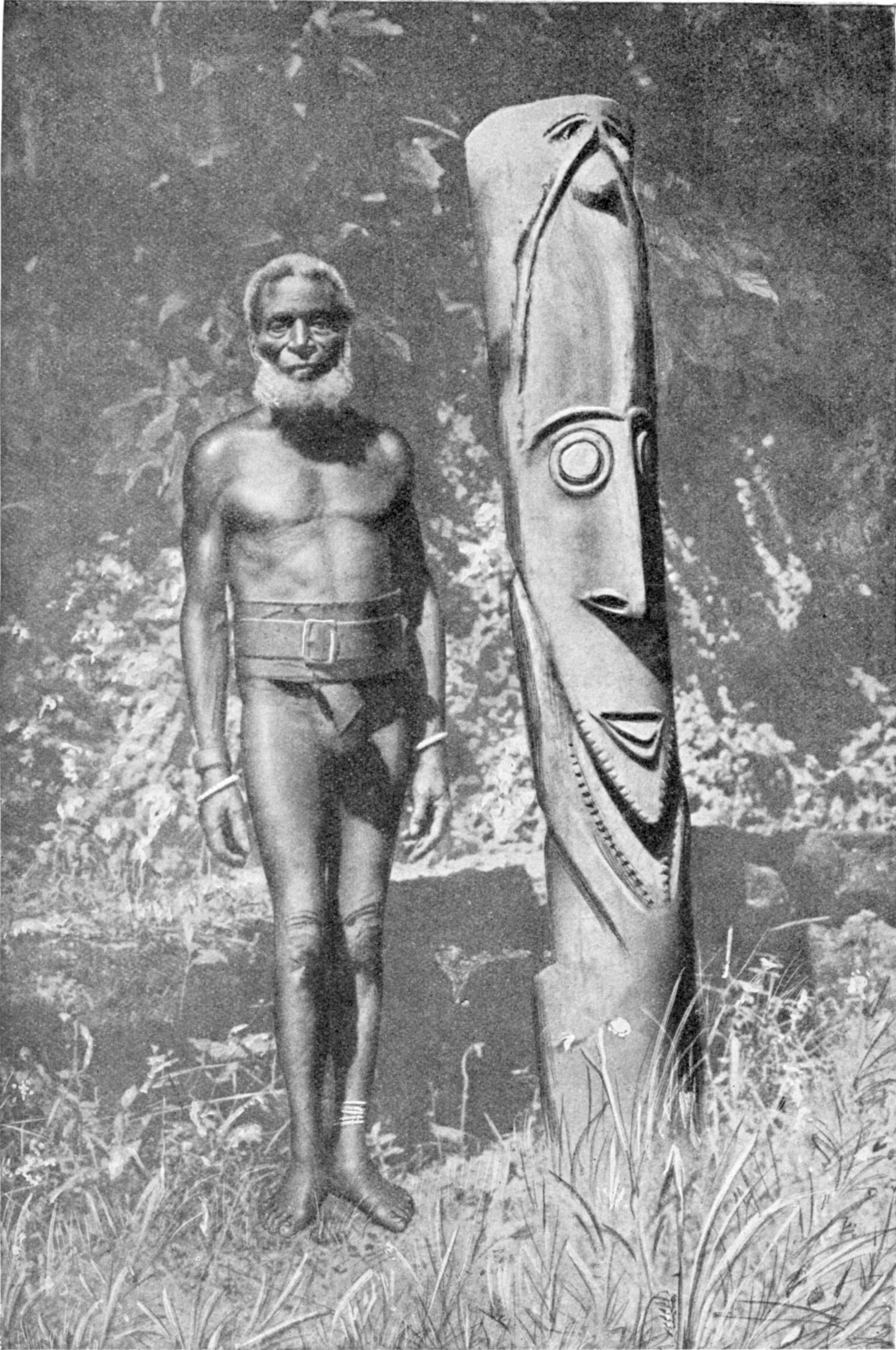
Een houtbewerker op Ambrym bij een zelfgemaakt godsbeeld rond 1920.
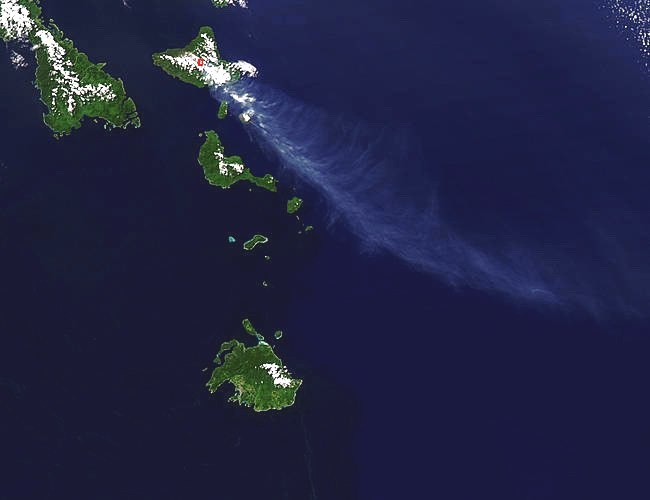
Satellietopname van Ambrym met aspluim van vulkaan op 15 mei 2004.

## Vulkanisme
Ambrym is een actieve vulkaan van het type pyroclastisch schild met een ca. 1900 jaar oude, 12 km grote caldera waarin zich twee vulkaankraters bevinden, Benbow en Marum. De vulkaan is voortdurend actief, bijna jaarlijks zijn er uitbarstingen. Opeenvolgende uitbarstingen in 1913, 1929, 1937, 1946, 1950 en 1979 veroorzaakten veel schade waarbij sommige nederzettingen geëvacueerd moesten worden. Zo begon een reeks uitbarstingen van de Marum op 9 november 2006 die duurde tot 27 december 2007. De Benbow en de Marum werden opnieuw actief op 23 mei 2008 en tot in juli 2015 waren waarschuwingen voor asregens van kracht.